# Chanāqlū
Chanāqlū (persiska: چَناقلو, چناقلو) är en ort i Iran.   Den ligger i provinsen Västazarbaijan, i den nordvästra delen av landet, 600 km väster om huvudstaden Teheran. Chanāqlū ligger 1 310 meter över havet och antalet invånare är 317.
Terrängen runt Chanāqlū är platt åt sydost, men åt nordväst är den kuperad.Runt Chanāqlū är det ganska tätbefolkat, med 185 invånare per kvadratkilometer. Närmaste större samhälle är Urmia, 18,0 km söder om Chanāqlū. Trakten runt Chanāqlū består till största delen av jordbruksmark.